# Longroiva
Longroiva es una freguesia portuguesa del concelho de Mêda, con 41,22 km² de superficie y 416 habitantes (2001). Su densidad de población es de 10,1 hab/km².